# Чернооки
Черноо́ки (болг. Чернооки) — село в Кирджалійській області Болгарії. Входить до складу общини Крумовград.

## Населення
За даними перепису населення 2011 року у селі проживали 68 осіб.
Національний склад населення села:
| Національність   | Кількість осіб | Відсоток |
| ---------------- | -------------- | -------- |
| турки            | 61             | 91,0%    |
| болгари          | 6              | 9,0%     |
| цигани           | 0              | 0%       |
| інша             | 0              | 0%       |
| не визначились   | 0              | 0%       |
| Всього відповіли | 67             |          |

Розподіл населення за віком у 2011 році:
Динаміка населення: